# Олимпиакос БК
Олимпиакос БК е гръцки баскетболен отбор от Пирея, основан през 1931 г. Състезава се в Гръцката Баскет лига и в Евролигата.

## История
Първите сериозни успехи на Олимпиакос са след Втората световна война, като звездите на тима са братята Алекос и Йоанис Спанудакис (играещ треньор на тима), които извеждат отбора до шампионската титла през 1949 г. Второто шампионство идва чак 11 години по-късно, през 1960 г., което позволява на Олимпиакос да се класира за първи път за Купата на европейските шампиони.
През 1976 г. под ръководството на Федон Матеу Олимпиакос става шампион без загуба през целия сезон и печели националната купа и повтаря дубъла през 1978 г. В тима се отличават игралите колежански баскетбол в САЩ Стив Ятозглу, Йоргос Кастринакис, Павлос Дякулос. През 1979 г. играе полуфинал в Купата на европейските шампиони.
През 80-те години Олимпиакос остава в сянката на Панатинайкос, Арис и ПАОК. Дори привличането на играчите от НБА Кери Скъри и Тод Мичел през сезон 1989/90 не води до резултат.
През 1991 г. треньор на отбора става Янис Йоанидис. Под негово ръководство Олимпиакос печели пет поредни титли на Гърция и достига 2 пъти финала на Купата на европейските шампиони (1993/94 и 1994/95). През сезон 1996/97 под ръководството на Душан Ивкович Олимпиакос за първи път става европейски клубен шампион. Също участва в турнира МакДоналдс Чемпиъншип, като губи финала от Чикаго Булс. В края на 90-те години ФИБА избира Олимпиакос за европейски отбор на десетилетието.
Олимпиакос през 1997 г. стана първият гръцки отбор, спечелил Тройната корона (Campionato, Coppa, Campionato Europeo). През същата година той се състезава като европейски шампион в турнира McDonald's NBA-FIFA Open (McDonald's Championship 1997), където се изправя срещу шампионите на НБА Чикаго Булс, най-великия баскетболист на всички времена Майкъл Джордан във финалния турнир.
След спад в началото на 2000-те, „олимпийците“ се завръщат сред най-силните в края на десетилетието, като през 2009/10 играе финал в Евролигата. Следват два поредни триумфа в турнира през 2011/12 и 2012/13. По-късно Олимпиакос спечели Междуконтиненталната купа, празнувайки трета международна титла за 17 месеца.

## Състав
| №        |         | Играч                        | Позиция            | Ръст    | Тегло   |
| Гардове  | Гардове | Гардове                      | Гардове            | Гардове | Гардове |
| -------- | ------- | ---------------------------- | ------------------ | ------- | ------- |
| 11       |         | Костас Слукас                | Пойнт гард         | 191 cm. | 95 kg   |
| 0        |         | Томас Уолкъп                 | Пойнт гард         | 193 cm. | 92 kg   |
| 9        | /       | Джордж Папас                 | Шутинг гард        | 196 cm. | 90 kg.  |
| 3        |         | Айзея Кенън                  | Шутинг гард        | 183 cm  | 91 kg   |
| 4        |         | Михалис Лондзис              | Шутинг гард        | 198 cm  | 91 kg   |
| 5        |         | Янулис Ларендзакис           | Шутинг гард        | 196 cm  | 95 kg   |
| Крила    |         |                              |                    |         |         |
| 16       |         | Костас Папаниколау (капитан) | Леко крило         | 204 cm  | 107 kg  |
| 77       |         | Шакийл Маккисик              | Леко крило         | 196 cm  | 96 kg   |
| 4        |         | Василис Харалампулос         | Леко крило         | 204 cm  | 109 kg  |
| 14       |         | Александър Везенков          | Тежко крило        | 206 cm  | 102 kg  |
| 25       | /       | Алек Петерс                  | Тежко крило        | 206 cm  | 107 kg  |
| 21       |         | Жоел Боломбой                | Тежко крило/Център | 206 cm  | 105 kg  |
| Центрове |         |                              |                    |         |         |
| 12       |         | Тарик Блек                   | Център             | 206 cm. | 118 kg. |
| 10       |         | Мустафа Фол                  | Център             | 218 cm  | 124 kg  |

## Успехи
- Шампион на Гърция (15): 1948 – 49, 1959 – 60, 1975 – 76, 1977 – 78, 1992 – 93, 1993 – 94, 1994 – 95, 1995 – 96, 1996 – 97, 2011 – 12, 2014 – 15, 2021 – 22, 2022 – 23, 2024 – 25
- Купа на Гърция (12): 1975 – 76, 1976 – 77, 1977 – 78, 1979 – 80, 1993 – 94, 1996 – 97, 2001 – 02, 2009 – 10, 2010 – 11, 2021 – 22, 2022 – 23, 2023 – 24
- Суперкупа на Гърция (3): 2022, 2023, 2024
- Евролига (3): 1996 – 97, 2011 – 12, 2012 – 13
- Междуконтинентална купа (1): 2013

## Известни баскетболисти
- Алекос Спанудакис
- Йоанис Спанудакис
- Стив Ятозглу
- Йоргос Кастринакис
- Павлос Дякулос
- Теодорос Папалукас
- Янис Бурусис
- Василис Спанулис
- Костас Слукас
- Йоргос Принтезис
- Костас Папаниколау
- Александър Везенков
- Дино Раджа
- Никола Вуйчич
- Перо Антич
- Милош Теодосич
- Душан Вукчевич
- Александър Волков
- Алексей Саврасенко
- Кери Скъри
- Тод Мичел
- Еди Джонсън
- Алфонсо Форд
- / Родерик Блекни
- Кайл Хайнс
- Джош Чайлдрес